# Roma in Tschechien und der Slowakei
Die Volksgruppe der Sinti und Roma stellt einigen Schätzungen zufolge die größte ethnische Minderheit in Tschechien (beziehungsweise bis 1993 in der Tschechoslowakei) und die zweitgrößte ethnische Minderheit in der Slowakei (nach der ungarischstämmigen Bevölkerungsgruppe) dar. Die hier ansässigen Roma sprechen meist die tschechische oder die slowakische Sprache oder den sogenannten zentralen Dialekt der Sprache Romani. Den Roma wurde ihr Status einer ethnischen Gemeinschaft verweigert, sie wurden als eine asoziale und kriminelle Gruppe  betrachtet.

## Geschichte
Der erste urkundliche Nachweis von Roma auf dem Gebiet der beiden heutigen Länder Tschechien und Slowakei datiert aus dem Jahr 1423. Es handelt sich um einen Schutzbrief des Königs Sigismund, der auf der Zipser Burg ausgestellt wurde. Ab 1427 sind erste Ausschreitungen und Verfolgungen von Roma nachgewiesen. Diese haben teilweise politische, wirtschaftliche und kirchliche Gründe, da man teilweise in den Roma feindliche osmanische Kundschafter vermutete. 1627 wurden Roma in Böhmen für „vogelfrei“ erklärt, was bedeutet, dass man sie ungestraft ermorden konnte. Oftmals waren Roma andererseits auch als geschickte Handwerker und Musiker willkommen, die neue Handwerkstechniken in entlegene Gebiete brachten. Kaiserin Maria Theresia von Österreich beendete zwar die Verfolgungen, plante jedoch eine rigorose Assimilationspolitik, die neben der Wegnahme der Kinder, um sie umerziehen zu lassen, auch eine Christianisierung umfasste. Die Roma waren weiterhin Diskriminierung ausgesetzt. Vielfach wurden sie im Rahmen der Industrialisierung Arbeiter, da ihre traditionellen Handwerke an Bedeutung verloren.
Auch in der 1918 neu entstandenen Tschechoslowakei bildeten die Roma eine ethnische Gemeinschaft, die an der sozialen Peripherie der Mehrheitsbevölkerung lebte. Die staatliche Politik konzentrierte sich (besonders nach 1948) fast immer auf die Roma-Bevölkerung nicht als auf eine eigenständige ethnische Minderheit, sondern nahm sie vielmehr als eine besonders asoziale und kriminelle Gruppe wahr.

### Nach dem Ersten Weltkrieg
Auch nach der Gründung der Tschechoslowakei 1918 waren die Roma Ziel von Assimilations- und sogenannten „Zivilisations“-Bemühungen. Am 14. Juli 1927 erließ die Regierung das Gesetz 117/1927 Sb. über „Zigeuner und ähnliche arbeitsscheue Landstreicher“, das durch das französische Gesetz über Umherziehende von 1912 und das bayerische Gesetz über die „Zigeuner und Faulenzer“ von 1926 inspiriert wurde. Die Maßnahmen des Gesetzes richteten sich gegen alle Personen, die durch eine Landstreichern ähnelnde Lebensweise auffielen, auch wenn sie zeitweilig einen festen Wohnsitz hatten (§ 1 des Gesetzes). Das betraf aber insbesondere die zu der damaligen Zeit noch herumziehenden Roma. Das Gesetz ermöglichte es, die Roma polizei- und verwaltungsmäßig zu erfassen, es wurden „Zigeunerausweise“ ausgestellt sowie „Lizenzen (Genehmigungen) zum Herumziehen“. Es konnten regionale Aufenthaltsverbote erlassen werden, nach § 12 konnten Kinder und Jugendliche unter 18 Jahren aus den Familien herausgenommen und an Pflegeeltern beziehungsweise Heime zur „Assimilierung“ übergeben werden.
Das Vorhaben, Roma in Arbeitslagern unterzubringen, ging auf den Streit und eine Petition zweier Gemeinden vom 5. Februar 1939 zurück und fand seinen Niederschlag in der Regierungsanordnung 72/1939 vom 2. März 1939, die jedoch nicht gleich verwirklicht wurde, da am 15. März 1939 deutsche Truppen einmarschierten. Der daraufhin zuständige Reichsprotektor Konstantin von Neurath übernahm später die Anordnung 72/1939 und verfügte mit seiner Anordnung vom 15. Juli 1940 den unmittelbaren Bau mehrerer „Zigeunerlager“, unter anderem KZ Lety und KZ Hodonín.
Nach der Annexion des Sudetenlandes und der Besetzung der „Resttschechei“ setzte die Regierung des Protektorats Böhmen und Mähren diese Politik fort. Im Herbst 1939 wurde die Zwangsansiedlung „herumreisender Personen“ angeordnet; es wurden etwa 7000 Personen registriert, die meisten davon Roma. Diejenigen, die sich weigerten, einen festen Wohnsitz zu akzeptieren, wurden ab 1940 in Zwangsarbeitslagern „für Arbeitsscheue“, später in „Zigeunerlagern“ interniert. Nach dem Attentat auf Heydrich verstärkte sich die Repression ab Sommer 1942, sodass zwischen Frühjahr 1943 und Juli 1944, auf Anordnung des Reichs-SS-Führers Heinrich Himmler vom Dezember 1942, die Roma in das KZ Auschwitz-Birkenau deportiert wurden, wo mindestens 5000 von ihnen das Leben verloren. Die wenigen im Protektorat und in der Slowakei gebliebenen Roma haben sich auch an Widerstandsaktionen beteiligt.

### Nach dem Zweiten Weltkrieg
Kurz nach dem Zweiten Weltkrieg lebten in Böhmen und Mähren noch rund 600 Roma von vormals etwa 8000, deren Zahl jedoch infolge des Zuzugs aus der Slowakei und anderen Ländern schnell emporkletterte. In der formal unabhängigen Slowakei wurden die dort ansässigen Roma verstärkt diskriminiert, die Verfolgung dieser Volksgruppe erreichte jedoch nicht das Ausmaß, das im direkten nationalsozialistischen Herrschaftsbereich bestand.
Nach dem Krieg wurden vermehrt slowakische, rumänische und ungarische Roma sowie Roma aus der Sowjetunion in den tschechischen Grenzgebieten, in denen bis dahin Deutschböhmen und Deutschmährer lebten, sowie in Industriegebieten, beispielsweise im heutigen Ústecký kraj, im Liberecký kraj oder im Moravskoslezský kraj angesiedelt, um den Bevölkerungsverlust aufzufangen. Anders als die früheren hier angesiedelten Roma, denen eine gewisse Integration im industrialisierten Böhmen und Mähren nachgesagt wurde, handelte es sich um Gruppen und Familien, die durch die stark konservativen Verhältnisse in ländlichen Gebieten der Ursprungsländer geprägt und mit einem anderen kulturellen und sozialen Hintergrund ausgestattet waren. Einerseits wurden sie als Arbeitskräfte gebraucht, andererseits war die Gesellschaft nicht bereit, die Konflikte offen auszutragen. Die Vorkriegspolitik den Roma gegenüber wurde fortgesetzt. Das Gesetz von 1927 über „Zigeuner“ war nach wie vor gültig, und das Ministerium für Soziales bereitete noch 1947 eine Regierungsanordnung vor, wonach Roma ohne eine feste Anstellung in Arbeitslagern interniert werden sollten; dies stieß jedoch auf Proteste und wurde nicht verwirklicht.

### Während der kommunistischen Herrschaft
Nach der kommunistischen Machtübernahme 1948 wurden Roma „de jure“ gleichberechtigte Mitglieder der Gesellschaft, was die Verfassung garantierte. Die reale Situation hat sich jedoch nicht geändert. Das Gesetz über Zigeuner von 1927 blieb auch nach 1948 weiterhin gültig und wurde erst 1950 außer Kraft gesetzt. Im Jahr 1952 wurde eine Verordnung erlassen, deren Ziel die „Umerziehung und die schrittweise Beseitigung rückständiger Folgen bei den Zigeunern als Erbe der kapitalistischen Gesellschaft“ war. Am 17. Oktober 1958 wurde das Gesetz 74/1958 erlassen über die zwangsweise dauerhafte Ansiedlung der Roma unter Androhung einer Gefängnisstrafe bis zu drei Jahren bei Nichtbefolgung der Maßnahme (§ 3). 1959 wurde es durch polizeiliche Aktionen verwirklicht: Die Roma-Lager wurden razziaähnlich besetzt, von den Wagen wurden die Räder abmontiert und vernichtet, die Roma mussten dann in der nächsten Ortschaft die ihnen angebotenen Unterkünfte zwangsweise beziehen. Im selben Jahr verabschiedete das höchste Organ der Kommunistischen Partei der Tschechoslowakei eine Resolution, deren Ziel die „endgültige Assimilation der Zigeunerbevölkerung“ war. Die sogenannte „Zigeunerfrage“ wurde auf ein „Problem einer sozial rückständigen Bevölkerungsschicht“ reduziert. Die Lösung für die hohe Zahl von Kindern in Roma-Familien bestand in Form finanzieller Anreize für Roma-Frauen, sich einer Sterilisation zu unterziehen.
1962 erschien in der Zeitschrift Demografie ein Artikel mit der Folgerung „Es ist nicht die Frage, ob die Zigeuner eine Nation sind, sondern wie sie assimiliert werden sollten“. Dieses Assimilationskonzept ließ die Traditionen der Roma völlig außer Acht; sie wurden als retardierende Überbleibsel abgetan und fortan systematisch unterdrückt – was bis hin zu Empfehlungen von Schulmitarbeitern an die Eltern ging, mit ihren Kindern nicht in Romani zu sprechen.
Während bislang die Bemühungen der staatsgesteuerten Assimilation auf kulturelle und bildungsbedingte Fragen abzielte, folgte nach 1965 eine Phase, in der man die Roma aus Gemeinden beziehungsweise Gebieten, wo sie konzentriert vorkamen, durch Umsiedlungen zerstreuen wollte. Die Roma-Bevölkerung wurde nicht als eine ethnische, sondern als eine sozial-pathologische Gruppe betrachtet, die somit kein Recht auf eigene kulturelle, ethnische und andere Spezifika hat. Durch die Regierungsanordnung 502 vom 13. Oktober 1965 wurde ein „Regierungskomitee für die Fragen der Zigeuner“ (Vládní výbor pro otázky cikánského obyvatelstva) errichtet mit dem Ziel der Angleichung des sozial-ökonomischen Niveaus und der völligen Integration und Assimilation der Roma-Bevölkerung. Insbesondere sollte dies durch feste Arbeit und durch die Auflösung von Straßen beziehungsweise Gemeinden, die vorwiegend durch die Roma-Bevölkerung bewohnt wurden, erzielt werden. Die Ethnologin Jana Horváthová meint, dass in dieser Zeit die Vernichtung der Roma-Identität am größten war.
Zu einer kurzen, vorübergehenden Verbesserung der Lage der Roma kam es im Verlaufe des Prager Frühlings 1968. Am 30. August 1969 wurde in Brno der Svaz Cikánů-Romů (Verband der Zigeuner-Roma) gegründet, woran bereits ab Mai 1968 ein Vorbereitungskomitee arbeitete. Zu den engagierten Initiatoren gehörte unter anderem die Indologin und Begründerin der tschechischen Romistik Milena Hübschmannová, die sich bereits seit den späten 1950er Jahren um die Sprache und Kultur der tschechischen und slowakischen Roma einsetzte.
Der Verband gab die Zeitschrift Romano ľil (Roma-Blätter) heraus, beteiligte sich an den Vorbereitungen zur Gründung der International Romani Union und nahm am Weltkongress der internationalen Bürgerrechtsbewegung der Roma in London 1971 teil. Insgesamt setzte sich der Verband für die Verbesserung der Lage der Roma nach Prinzipien der Gleichberechtigung ein. Dies war jedoch für die eingesetzte Normalisierungspolitik der Kommunistischen Partei nicht annehmbar und der Verband löste sich unter dem Druck der staatlichen und Parteiorgane am 30. April 1973 „freiwillig“ auf. Die Politik gegenüber den Roma, die in den 1970er und 1980er Jahren praktiziert wurde, hatte im Vergleich zur Vergangenheit zwar nicht so rigorose Züge, aber sie setzte die Unterdrückung mit etwas veränderten Mitteln fort. Ausschlaggebend waren die Vorschläge der neuen „Kommission der Regierung der ČSR für die Fragen der Zigeunerbevölkerung“ (Komise vlády ČSR pro otázky cikánského obyvatelstva), die am 25. November 1970 ins Leben gerufen wurde.
Die oppositionelle Bürgerrechtsbewegung Charta 77 gab im Dezember 1978 die umfangreiche Erklärung Nr. 23 „Zur Frage der Zigeuner-Roma in der Tschechoslowakei“ (O postavení Cikánů-Rómů v Československu) heraus, in der die bisherige Politik der Unterdrückung der Roma-Bevölkerung in der Tschechoslowakei fundiert beschrieben und kritisiert wurde.

### Nach 1990

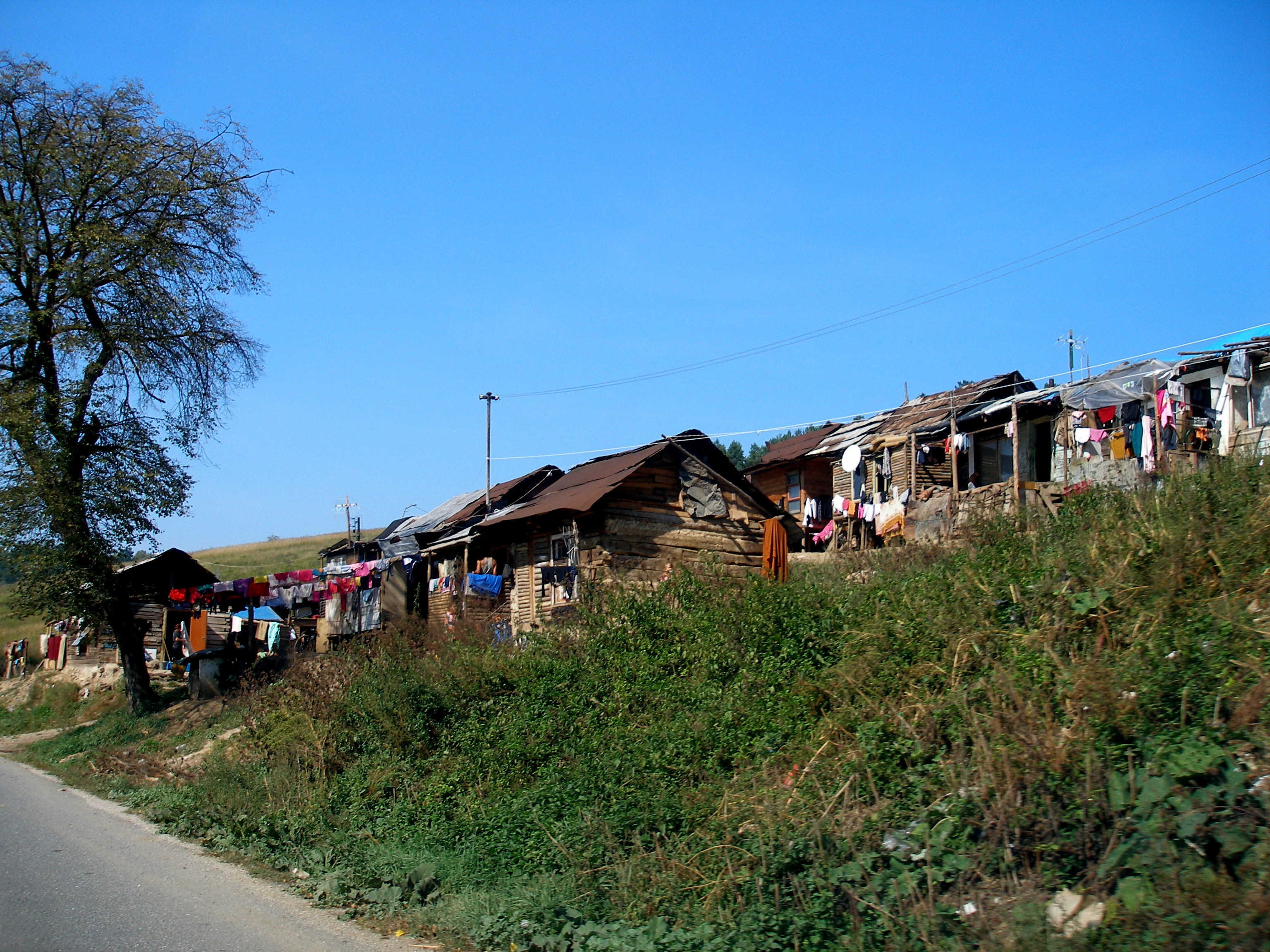
Eine Roma-Siedlung in Spišské Vlachy (Kreis Spišská Nová Ves), Ost-Slowakei

Nach dem Ende der kommunistischen Herrschaft 1989 organisierten sich Roma einerseits verstärkt in Vereinen und Verbänden, andererseits bestand die gesellschaftliche Diskriminierung fort. So waren Roma bevorzugtes Angriffsziel neonazistischer Gruppierungen, wie beispielsweise im März 2010 in Vítkov in Mährisch-Schlesien, wo ein zweijähriges Mädchen bei einem Brandanschlag lebensgefährliche Verbrennungen erlitt. In Tschechien trat die politisch bedeutungslose, aber offensiv auftretende neonazistische Partei Národní strana um Petra Edelmannová wiederholt mit der Forderung nach einer „Endlösung der Zigeunerfrage“ auf, womit eine Deportation nach Indien gemeint war. In Ústí nad Labem (Aussig) wurde am 13. Oktober 1999 eine Mauer in der mehrheitlich von Roma bewohnten Matiční-Straße errichtet. Nach Protesten und der Zusage finanzieller Förderung für den Aufkauf von drei Einfamilienhäusern von Altanwesenden und für Sozialprogramme wurde die Mauer nach einigen Wochen am 24. November wieder abgebaut. Im Internet-Netzwerk facebook unterstützten im März 2010 85.000 Personen eine Kampagne gegen freiwilligen Schulunterricht auf Romani in einzelnen tschechischen Schulen. In der Presse wurde in der Vergangenheit über Sterilisationen von Romafrauen berichtet, die mit diesem Eingriff meist nicht einverstanden oder darüber im Vorfeld nicht informiert worden waren; diese Praktiken bestünden auch nach Ende der kommunistischen Ära noch fort. Wiederholt wurde außerdem über Ausreisewellen asylsuchender Roma nach Übersee, insbesondere nach Kanada, berichtet. Dies sei der Grund, warum es von Juli 2009 bis November 2013 eine Visumpflicht für tschechische Staatsbürger zur Einreise und Aufenthalt in Kanada gab.
Generell leben Roma verglichen mit der durchschnittlichen Dominanzgesellschaft in einer schlechtergestellten Umgebung. Zum Teil wurden sie in den Städten mit anderen finanziell schwachen Einwohnern zusammen angesiedelt, wodurch arme Stadtwohngebiete wie Košice–Luník IX, Most-Chanov oder Litvínov-Janov entstanden sind. Zum anderen Teil ziehen bessergestellte Mitglieder der Mehrheitsgesellschaft aus den einkommensschwachen Gebieten aus. In der Slowakei treten vermehrt ländliche Ansiedlungen auf, die Merkmale von Slums aufweisen, z. B. im ostslowakischen Svinia.
Es werden immer noch überdurchschnittlich viele Roma-Kinder auf Sonderschulen zugewiesen, womit ihnen die Chance auf höhere berufliche Qualifikationen mangelt. Eine Vertretung der Roma im tschechischen oder slowakischen Parlament fehlt, was auch dadurch begünstigt wird, dass ein Gruppenzusammenhalt nicht sehr stark ausgeprägt ist. Eine Umsetzung der Minderheitenrechte wie beispielsweise muttersprachlicher Schulunterricht, Sprachgebrauch bei Behörden usw. ist in Tschechien bis jetzt noch nicht vollständig erfolgt.
Die in den 1990er Jahren fehlenden sozialen Programme unterstützten das Entstehen sozialer Brennpunkte in ärmeren Gegenden Tschechiens, insbesondere in Nordböhmen und Nordmähren. In den letzten Jahren sind vermehrt Konflikte mit sozialem und rassistischem Hintergrund zu verzeichnen, beispielsweise 2011 im Schluckenauer Zipfel oder in Krupka.

## Zahlen

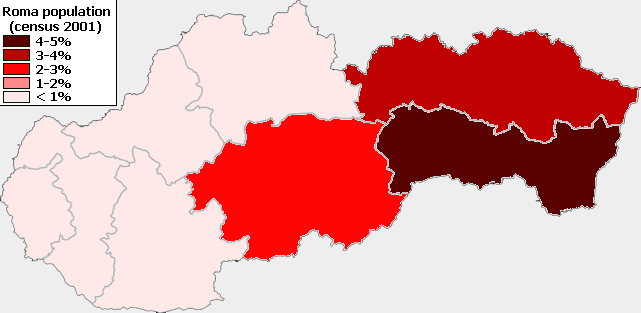
Die Roma-Minderheit in der Slowakei (Volkszählung 2001)

In der Tschechoslowakei lebten der Volkszählung im Jahr 1980 nach 288.440 Roma, davon 88.587 in Tschechien. Ende 1989 lebten in der Tschechoslowakei nach Angaben des ehemaligen Nationalkomitees 399.654 Roma, davon 145.711 (36,5 %) in Tschechien und 253.843 (63,5 %) in der Slowakei. Bei der Volkszählung im Jahr 2001 bekannten sich in Tschechien lediglich 11.746 Einwohner zur Roma-Nationalität. Die restlichen ethnischen Roma betrachteten sich als Tschechen oder als Angehörige anderer Nationalitäten. Die Bevölkerungsgruppe der ethnischen Roma wird in Tschechien auf 250.000 bis 300.000 Personen geschätzt. In der Slowakei geht man von ca. 520.000 Roma aus (ca. 10 % der Bevölkerung).
Die umfangreichste Gruppe der in Tschechien lebenden Roma bilden die nach dem Zweiten Weltkrieg aus der Slowakei zugewanderten Roma mit etwa 75 % bis 85 %, danach die sogenannten Walachei-Roma (Olašští Romové/Olašskí Rómovia) mit etwa 10 % Anteil, die in der 2. Hälfte des 19. Jahrhunderts aus Rumänien einwanderten.
Außer der Diskriminierung im sozialen Bereich und als Ethnie sind es auch zahlreiche bildungspolitische Aspekte, welche die Integration der Roma erschweren. Bereits in der Erklärung der Charta-77 von 1978 wird darauf hingewiesen, dass sich der Anteil der Roma-Kinder, welche die Sonderschulen besuchen, auf 20 Prozent beläuft, während er bei der übrigen Bevölkerung bei 3 Prozent liegt. Für die 1990er und späteren Jahre gibt es sehr schwankende Schätzungen, die für die Roma-Kinder zwischen 30 und 80 Prozent liegen, für die Kinder der übrigen Bevölkerung dann bei 2 bis 3,2 Prozent.

Eine durch den Ombudsmann für den Schutz der Bürgerrechte Pavel Varvařovský in Auftrag gegebene und 2012 veröffentlichte Studie geht von einem Anteil von 33 bis 35 Prozent für die Roma-Kinder aus. In der Folge führe dies zu einer hohen Analphabetismusquote, die in den 1970er Jahren bei 30 Prozent lag; 10 Prozent der männlichen Dreißigjährigen haben nie eine Schule besucht, nur 50 Prozent besuchten die Schule höchstens fünf Jahre lang, 15 Prozent beendeten die neunjährige Grundschule, die Fach- bzw. Fachhochschulbildung erreichten nur ein halbes Prozent von ihnen, und in der gesamten Tschechoslowakei gab es in den 1970er Jahren nur 50 Roma mit einer Hochschulbildung.
Im Bericht des Ombudsmannes von 2012 wird vermutet, dass die Einschulung der Roma-Kinder in die Sonderschulen ohne einen relevanten Grund geschieht, obwohl der Grundausbildung eine Schlüsselrolle beim Zugang zur weiteren Bildung, bei der Beseitigung der Arbeitslosigkeit und Kriminalität, aber besonders bei der sozialen Integration der Roma zukommt. Diese Bildungsdiskriminierung geschieht oft nur infolge eines ungünstigen, schlechten sozialen Hintergrunds, ohne dass die Kinder eine mentale Rückständigkeit zeigen würden.

## Strukturen und Medien
In der Tschechoslowakei gab es bis in die späten 1960er Jahre der Nachkriegszeit keine organisierten Zusammenschlüsse oder Vertretungen der Roma. Zuerst kurz nach dem Prager Frühling und dann erst nach 1989 entstanden einige Organisationen, die auf diesem Gebiet tätig waren.
- Svaz Cikánů-Romů (SCR, Verband der Zigeuner-Roma), dessen Gründung während des Prager Frühlings von 1968 in Angriff genommen wurde, existierte 1969–1973; er stellte viele Forderungen auf, einschließlich der Frage nach einer ethnischen Emanzipation, und wurde durch die KPTsch zur Auflösung gezwungen. Nach dem Machtwechsel von 1989 kam es zwar zu Bemühungen, den Verband SCR zu beleben, dies scheiterte jedoch infolge von Zersplitterung der Roma-Aktivisten.
- 1989 übernahm die Romská občanská iniciativa (ROI, Bürgerinitiative der Roma) die Vorreiterrolle, die sich jedoch vom Verband SCR distanzierte. Sie verstand sich als eine überparteiliche Vereinigung. Mit wechselnder Zahl an Mitgliedern nahm sie auch an verschiedenen, meist lokalen Wahlen auf anderen Wahllisten teil, darunter auch von rechtsextremistischen Parteiansätzen. 2009 wurde ROI wegen andauernden Unregelmäßigkeiten in den Finanzen gerichtlich aufgelöst.[34][35][36]
- Im März 1998 entstand die Demokratická aliance Romů (DAR, Demokratische Allianz der Roma), welche die Interessen und Ansprüche der Roma auf vielen Gebieten begleitend unterstützen wollte; ein Verband der Roma-Minderheit wie früher der SRC war es somit nicht.[37][38]

Über zahlreiche andere Organisationen, Hilfsgruppen und dergleichen, häufig mit lokalem beziehungsweise thematisch eingeschränktem Charakter, informiert das Portal romove.radio.cz des Tschechischen Rundfunks.
Außer dem Roma-Portal auf den Seiten des Tschechischen Rundfunks (Český rozhlas) gibt es eine durch die Roma-Redaktion des Senders vorbereitete und ausgestrahlte Sendung O Roma vakeren (Roma sprechen). Es ist die einzige Sendung für die Roma-Minderheit in Tschechien. In der Slowakei werden regelmäßige Fernsehsendungen (im Slowakischen Fernsehen STV) für Roma durch das Medienzentrum der Roma ME.CEM betrieben. Daneben ist von Bedeutung auch die zweimal jährlich erscheinende Zeitschrift Romano džaniben, die einzige Fachzeitschrift für Romistik in Tschechien.

## Kultur

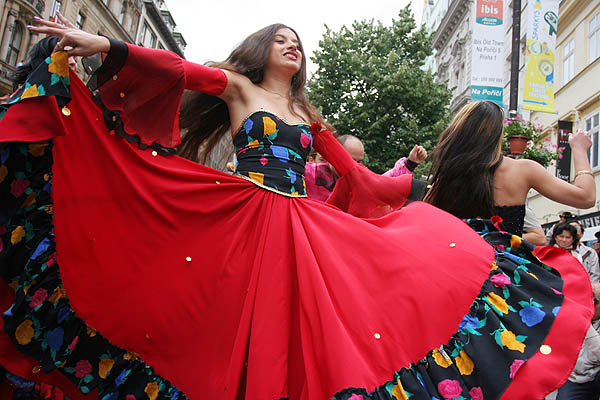
World Roma Festival („Khamoro“) in Prag 2007

Bereits in den 1960er Jahren gab es in der Musikszene einige sehr bekannte Künstler wie den Sänger Antonín Gondolán, der zuerst unter anderem in der Big Band von Gustav Brom spielte und Karel Gott begleitete und dann ab etwa 1967 eine eigene, sehr populäre Gruppe anführte, die Skupina bratří Gondolánů. Zu den bekannten Roma-Künstlern im heutigen Tschechien gehören beispielsweise die Sängerin Věra Bílá oder die Hiphop-Gruppe Gipsy.cz. In Košice befindet sich das Roma-Theater Romathan. In Brünn wurde 1999 von Roma-Intellektuellen das Museum der Roma-Kultur gegründet, das seit 2005 eine vom Staat getragene Einrichtung ist.
Seit 1999 findet alljährlich, bisher in Prag, eines der größten Roma-Festivals, der sogenannte Khamoro, statt, mit vielen Angeboten aus Kultur, Musik, mit Ausstellungen, Kunst- und Fachworkshops, Filmvorstellungen und anderen Ereignissen zu der Roma-Thematik unter Teilnahme vieler Künstler aus dem Ausland. Zu den Unterstützern gehörte auch der ehemalige Präsident Václav Havel.